# Michela Pavin
Michela Pavin (Schio, província de Vicenza, 15 de juliol de 1994) és una ciclista italiana. Professional des del 2013, actualment milita a l'equip Top Girls Fassa Bortolo. Competeix en carretera i en ciclisme en pista.